# تسريب البريد الإلكتروني لستراتفور 2012
تسريب البريد الإلكتروني لستراتفور 2012 هو الكشف العلني عن عدد من رسائل البريد الإلكتروني الداخلية المتبادلة بين موظفي وعملاء شركة الاستخبارات العالمية ستراتفور، والتي أشارت إليها ويكيليكس باسم ملفات الاستخبارات العالمية. بدأت رسائل البريد الإلكتروني في الظهور على موقع ويكيليكس في 27 فبراير 2012، مع نشر 973 رسالة من إجمالي 5 ملايين رسالة في 17 أبريل.
يدعى أن هذه الرسائل الإلكترونية تتضمن معلومات عن العملاء وملاحظات متبادلة بين موظفي ستراتفور ووثائق الإجراءات الداخلية المتعلقة بتأمين البيانات الاستخباراتية. ويعود تاريخ هذه المراسلات إلى شهر يوليو 2004 وحتى ديسمبر 2011. وأفادت ويكيليكس بأنها حصلت على هذه الرسائل الإلكترونية من مجموعة القرصنة أنونيموس التي اخترقت الشبكة الحاسوبية لشركة ستراتفور في عام 2011. وفي إعلان أولي، ذكرت ويكيليكس أنها كشفت قاعدة بيانات الرسائل الإلكترونية لاثنتي عشرة مؤسسة إعلامية في دول عدة، ومنها مجموعة ماكلاتشي الصحفية (McClatchy Company) وصحيفة لاسبريسو الإيطالية (l'Espresso) وصحيفة لا ريبوبليكا الإيطالية (la Repubblica) وشبكة إيه آر دي (ARD) وموقع مراسل روسيا (Russia Reporter) ومجلة رولينغ ستون (Rolling Stone)، إلى جانب «عرض مسبق» في جماعة ياس مين (Yes Men).

## محتوى الرسائل الإلكترونية
كانت أولى الرسائل التي نشرت بريدًا إلكترونيًا يحتوي على مسرد مصطلحات يسمى «مسرد ستراتفور للمصطلحات الاستخباراتية المفيدة والمربكة والغريبة»، الذي تضمن تعريفات مختصرة وأحيانًا فكاهية بشكل صريح، فضلاً عن تقييمات موجهة إلى المخابرات الأمريكية وإنفاذ القانون.

### ستراتفور
تظهر بعض الرسائل الإلكترونية وجود تعاون مشترك بين شركة ستراتفور الاستخباراتية والمدير السابق لبنك غولدمان ساكس شيا مورينز، بالإضافة إلى مخبرين آخرين، وذلك للاستفادة مما يمكن اعتباره التعامل بناءً على معلومات سرية. خططت ستراتفور لاستخدام المعلومات الاستخباراتية التي جمعتها من أجل الاستفادة من التعامل في أسواق عديدة على مستوى العالم. وقامت بإنشاء «هيكل مشاركة» خارجي يعرف باسم «ستراتكاب» خلال عام 2011، وذلك لتجنب ادعاءات التعامل بناءً على معلومات سرية. ويعد الكيان الخارجي، الذي تم إعداده لبدء عملياته في 2012، مستقلاً بشكل ظاهري عن شركة ستراتفور، ولكن الرئيس التنفيذي جورج فريدمان أخبر موظفيه أن ستراتكاب مدمجة بشكل سري مع ستراتفور.
ذكر فريدمان في إحدى الرسائل أنه في سبيل تجنب التبعات القانونية لهذه الأنشطة، فلا بد للشركة من «الاستمرار في التعامل مع مؤسسة قانونية لوضع سياسة تنتهجها شركة ستراتفور بشأن قانون مكافحة الممارسات الأجنبية الفاسدة.»
تعرض توماس كافالير، الذي كان محامي شركة ستراتفور، لكشف عنوان بريده الإلكتروني وكلمة السر في هذه التسريبات. وهو متزوج من القاضية بريسكا، التي رفضت إطلاق سراح جيريمي هاموند بكفالة؛ واستمر الاستجواب لمدة ثمانية أشهر من محبس هاموند. وأدى هذا التضارب الواضح في المصالح إلى شك العديد من المراقبين في مدى قانونية حكمها.

### الرسائل الحكومية
تضمنت إحدى الرسائل الإلكترونية تحليلاً مقدمًا من أحد محللي ستراتفور؛ حيث ذكر أنه تم تحديد أن حوالي 12 موظفًا حكوميًا في وكالة الاستخبارات الباكستانية (ISI) عرفوا المخبأ السري لـأسامة بن لادن. وأشارت رسالة أخرى إلى أن نائب رئيس شركة ستراتفور فريد بورتون كان على علم بـمقتل أسامة بن لادن وأنه لم يتم إلقاء جثمانه في البحر كما قيل، وإنما أرسل إلى قاعدة دوفر الجوية في الولايات المتحدة. وتسبب ذلك في إثارة المزيد من |الشكوك حول رواية الحكومة الأمريكية عن عمليات القتل.
ذكر موقع واي نت الإخباري (Ynetnews)، حسبما ورد في رسائل إلكترونية داخلية متبادلة بين موظفي ستراتفور، أن إسرائيل وروسيا تبادلتا معلومات في عام 2008. وقد كشفت إسرائيل لروسيا «شفرات روابط بيانات خاصة بمركبات جوية بلا طيار باعتها الدولة اليهودية لـجورجيا» وقدمت روسيا في المقابل «شفرات أنظمة الدفاع الصاروخي تور إم 1 التي باعتها روسيا لإيران». وكشفت الرسائل الإلكترونية أيضًا عن أنه خلال حرب أوسيتيا الجنوبية، جورجيا «أدركت أن مراكبها الجوية بلا طيار مكشوفة وكانت تبحث عن بديل لطائرات التجسس إسرائيلية الصنع».
أعلن موقع إنترناشيونال بيزنس تايمز (International Business Times) عن اكتشاف شركة ستراتفور لتقديم العديد من دول أوروبا الوسطى، وخصوصًا جمهورية التشيك طلبًا إلى الناتو للحصول على أنظمة دفاعية صاروخية وطائرات إف-16 لاستخدامها ضد روسيا. وأعلنت جمهورية التشيك، وفقًا لمصدر مجهول في شركة ستراتفور، أنه إذا فشلت المحادثات مع أمريكا، فإنها ستقطع كل علاقاتها بالناتو والولايات المتحدة بشكل عام.
ذكر موقع بيزنس إنسايدر (Business Insider) أن رئيس الوزراء الإسرائيلي بنيامين نتنياهو كان أحد المصادر الاستخباراتية لستراتفور في الفترة بين عامي 2007 و2010. وفي رسائل إلكترونية، ناقش فريد بورتون اتصالاته الشخصية مع نتنياهو. وأكد بورتون في إحدى الرسائل الإلكترونية أن نتنياهو أخبره بنجاحه في تعزيز قوته داخل حزب الليكود قبل إعادة تولي منصبه رئيسًا للوزراء، وأعرب عن عدم ثقته في الرئيس الأمريكي باراك أوباما وهدد باغتيال زعيم حزب الله حسن نصر الله وكشف عن نواياه في بدء حرب من طرف واحد على إيران.
ذكرت صحيفة الأخبار، مقتبسة من رسائل إلكترونية داخلية حصلت عليها من عملية القرصنة على شركة ستراتفور، أن مدير شركة بلاك ووتر العالمية (Blackwater) السابق جايمس إف سميث كان على علاقة بشركة ستراتفور وكان يعتبر في أحد الأوقات واحدًا من مصادرها الرئيسية. وقد أظهرت الرسائل الإلكترونية مشاركة سميت في قتل الزعيم الليبي السابق معمر القذافي، وأسندت إليه مؤخرًا مهمة مساندة الثورة ضد حكومة بشار الأسد في سوريا. وفيما يتعلق بمهمته في سوريا، فقد طلب سميث إجراء نظرة عامة استخباراتية عن المعارضة السورية من المسؤولين عنه في شركة ستراتفور.
هذا بالإضافة إلى الكشف عن أكثر من 40000 وثيقة تتضمن تجميع معلومات من فنزويلا، بما فيها حالة الجيش (المعدات والأعداد والخطط) وغيرها من المعلومات الحساسة. وتم وصف محاولات عدة للإطاحة بحكومة هوغو تشافيز من مصادر من داخل فنزويلا (تمت الإشارة إلى أسماء عديدة، مثل أنطونيو ليديزما (عمدة كراكاس) وإنريكه كابريليس (زعيم المعارضة) وليوبولدو لوبيز ورافييل بوليو (مالك شبكة إعلامية كبيرة). وتورط العديد من المستندات مركز تطبيق الإستراتيجيات وأعمال اللاعنف، كأحد الجهات الاستشارية الإستراتيجية الرئيسية. ويسمى أحد المستندات «كيف توجه لقيام ثورة».

### الشركات
كما ذكرت صحيفة تايمز أوف إنديا (The Times of India)، فإن بعض الرسائل الإلكترونية تكشف عن زعم توظيف شركة ستراتفور من قِبل شركة داو للكيماويات (Dow Chemical Company) للتجسس على المعارضين لـكارثة بوبال. وردت شركة داو للكيماويات على هذا الادعاء بتصريح مكتوب قالت فيه: «كثيرًا ما تحتاج الشركات الكبرى إلى اتخاذ الإجراءات المناسبة لحماية موظفيها والحفاظ على مرافقها،» وأنها لم تنتهك أية قوانين.
ذكرت صحيفة ستار تربيون مينيابوليس (Minneapolis Star Tribune)، وفقًا لما ورد في بعض الرسائل الإلكترونية المعلنة، أن شركة كوكا كولا دفعت لشركة ستراتفور لتحديد "إلى أي مدى سيسافر مؤيدو مؤسسة بيتا (ناس من أجل المعاملة الأخلاقية للحيوانات) القائمة في الولايات المتحدة إلى كندا لدعم الفاعلية في الألعاب الأولمبية الشتوية 2010. وردت شركة كوكا كولا على هذه الرسائل الإلكترونية بتصريح ذكرت فيه أنها "تعتبر من الحذر والحيطة مراقبة الأنشطة الاحتجاجية في أي حدث هام ترعاه".

### ويكيليكس
أظهرت الرسائل الإلكترونية من فريد بورتون (نائب رئيس شركة ستراتفور لمكافحة الإرهاب والأمن المؤسسي ونائب وزير الخارجية الأمريكية السابق) توجيه اتهام سري من الحكومة الأمريكية لمؤسس ويكيليكس جوليان أسانج.
وكذبت رسائل إلكترونية أخرى ادعاءات الاغتصاب المرفوعة ضد أسانج.

## ردود الأفعال

### رد الفعل الرسمي
حوالي منتصف ليل يوم 27 فبراير، أصدرت شركة ستراتفور بيانًا ذكرت فيه أن «نشر رسائلها الإلكترونية المسروقة ما هو إلا محاولة لإسكاتها وإرهابها.» كذلك، نفت إشاعات تقديم الرئيس التنفيذي جورج فريدمان استقالته.
صرحت شركة ستراتفور أن بعضًا من رسائلها المسربة «ربما تكون مزورة أو تم تغييرها بحيث تتضمن معلومات غير صحيحة، وبعضها ربما تكون حقيقية»، ولكنها لن تؤكد أيًا من الاحتمالين. وأضافت أن الرسائل الإلكترونية هي لغة داخلية مختصرة ربما تتم إساءة تفسيرها.
صرّح مؤسس ويكيليكس جوليان أسانج لوكالة رويترز أن مخاوفه المتعلقة بشركة ستراتفور تنبع من كونها شركة استخبارتية خاصة تعتمد على مخبرين من هيئات حكومية ذات سمعة مشبوهة، من أمريكا وخارجها، وخصوصًا استهدافها للمؤسسات النشطة. وسمى الشركة أيضًا «وكالة المخابرات الأمريكية في الظل»، وذكر أن الرسائل الإلكترونية «ستكشف عن شبكة مخبري ستراتفور وهيكل دفع المكافآت المالية وطرق الدفع وغسيل الأموال والأساليب النفسية.»

### ردود الأفعال الأخرى
ذكر مدير وكالة الأمن القومي السابق بوبي إنمان أن التسريب سيضر بأعمال ستراتفور. وقد صرّح سابقًا أن شركة ستراتفور كانت مختصة وذات كفاءة، وقدمت تحليلات استخباراتية عالية الجودة.
جادل ماكس فيشر، المدير المعاون لمجلة أتلانتيك أن شركة ستراتفور لها سمعة سيئة «وسط كاتبي السياسات الخارجية والمحللين والممارسين»، ونتيجة لذلك بالغت مجموعة أنونيموس وويكيليكس في أهمية المعلومات التي نشرتها. وأشار أيضًا إلى أن أسانج ربما استهدف شركة غير مهمة نسبيًا وبالغ في تقدير النتائج حتى «يستعيد جزءًا من مجده السابق». علاوةً على ذلك، كتب المراسل الأجنبي لـمؤسسة الإذاعة الأسترالية (Australian Broadcasting Corporation) والمشترك في شركة ستراتفور مارك كوركوران أن الرسائل الإلكترونية أظهرت الأساليب التي تستخدمها ستراتفور في جمع معلومات مشابهة لتلك التي يستخدمها الصحفيون، ولكنه كتب أن جودة تقاريرها كثيرًا ما تكون أقل من جودة التقارير الإخبارية.

## وصلات خارجية
- The Global Intelligence Files في ويكيليكس
- Browse, search and read The Global Intelligence Files في دازلبود